# Barterön

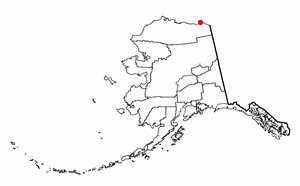
Lägeskarta

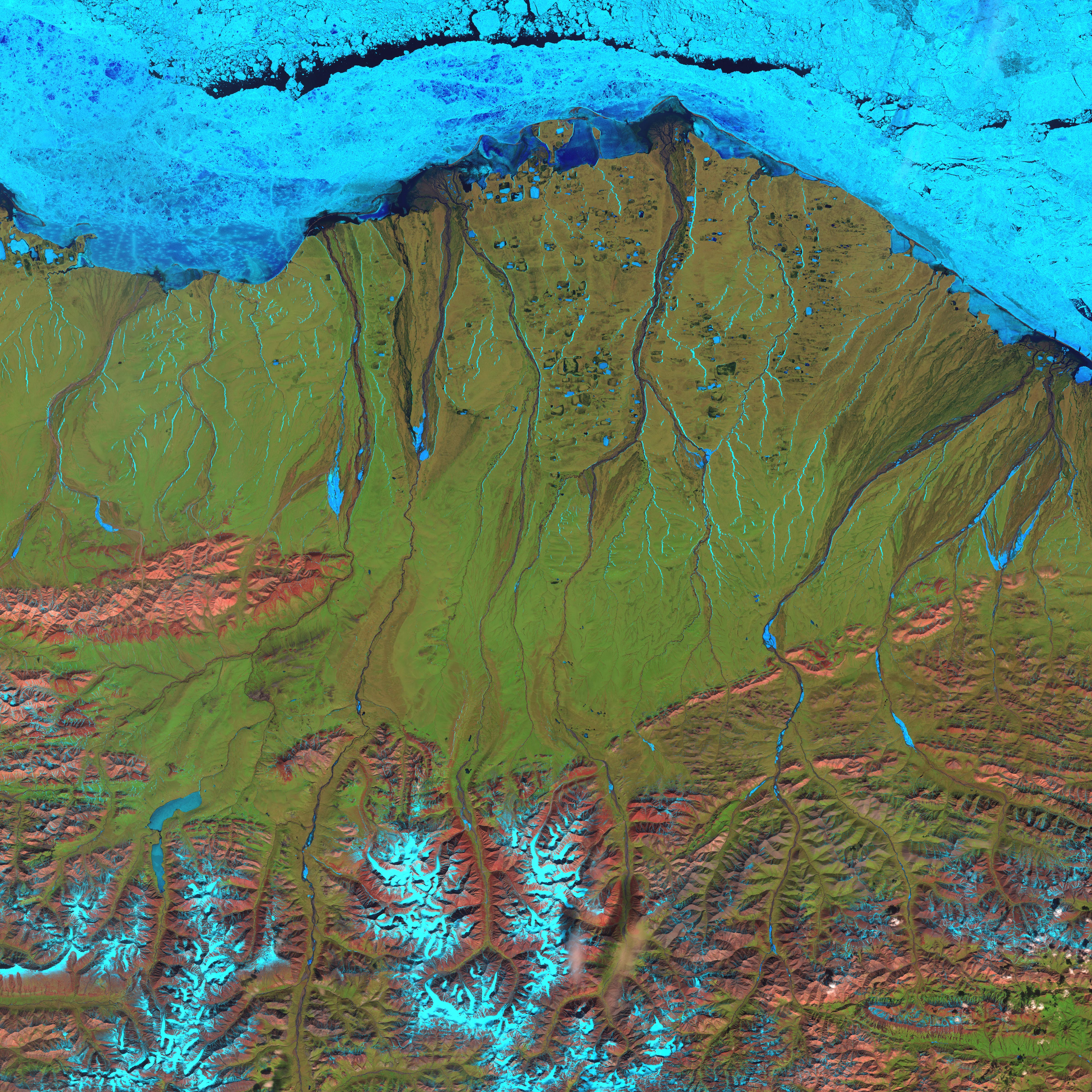
Satellitbild över området

Barterön (engelska Barter Island, inuktitut Kaaktovik ) är en liten ö i Norra ishavet som tillhör Alaska, USA.

## Geografi
Barterön ligger i Beauforthavet cirka 450 km sydöst om Barrow vid Areyviken på Alaskas norra kust och cirka 145 km väster om den kanadensiska gränsen.
Ön har en areal om cirka 14 km² med en längd på cirka 6 km och är cirka 3 km bred. Den högsta höjden är på cirka 12 m ö.h. . Barterön ligger inom viltreservatet Arctic National Wildlife Refuge.
Befolkningen uppgår till cirka 300 invånare av Inupiaqfolket (inuiter) där de flesta bor i huvudorten Kaktovik  på öns nordöstra del.
Öns lilla flygplats Barter Island Airport (flygplatskod "BTI") ligger på den nordöstra delen och har kapacitet för lokalt flyg.
Förvaltningsmässigt ingår ön i distriktet "North Slope Borough".

## Historia
Den 4 augusti 1826 namngav John Franklin området "Point Manning" i tron att det var en del av fastlandet .
1907 utforskades ön av Ernest Leffingwell under dennes expeditioner i området .
I början på 1900-talet var ön en viktig handels- och mötesplats för inuiter från Alaska och Kanada. Kring 1919 öppnade handelsmannen Tom Gordon en handelspost på ön.
Under det Kalla kriget byggde USA åren 1953 till 1954 såväl flygplatsen som en radarstation (som del i den så kallade "Distant Early Warning Line", för att upptäcka fientliga sovjetiska flygplan) på ön.
Numera är stora delar av ön i privat ägo och tillhör Kaktovik Inupiat Corporation (KIC) .